# 야마하 YM2413

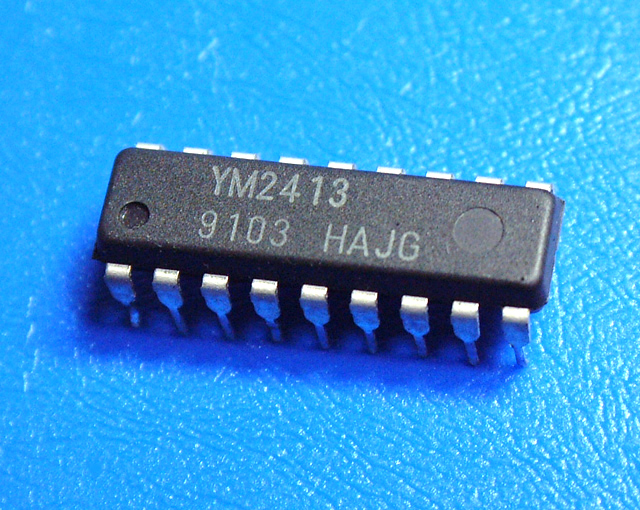
야마하 YM2413 칩

야마하 YM2413(Yamaha YM2413)은 OPLL이라고도 하며 야마하에서 YM3812(OPL2)을 기본으로 제작된 저가형 사운드 칩이다.
가격을 내리기 위하여 내부 레지스터를 축소해 한개의 사용자 정의 음색만 지원되며 미리 설정된 15음색이 내장되어 있다. 또 내장 DAC으로 채널간 믹싱이 불가능하다.
YM2413은 MSX와 세가 마크 III에 사용되었으며 패미콤 게임 '라그레인지 포인트'에 사용된 코나미의 VRC7 매퍼에도 YM2413이 내장되었다고 한다.

## 주요 사양
- FM 사운드 : 9화음, 6 멜로디 + 5 리듬
- 15개의 멜로디와 5 리듬 음색 내장, 사용자 정의 음색 1개 가능
- 9비트 DAC, 수정진동자(Quartz Oscillator) 내장
- 비브라토 오실레이터/AM 오실레이터 내장
- NMOS 18핀 LSI, TTL 입력 호환, 5V 단일 전압 구동

## 같이 보기
- FM 음원

## 참고 자료
- (영어) YM2413 설명서